# Hornindalsrokken
Hornindalsrokken er et 1.526 meter højt bjerg på grænsen mellem Volda, Stranda og Ørsta kommuner i Møre og Romsdal] fylke i Norge. Hornindalsrokken bliver ofte omtalt som Honndalsrokken, eller bare Rokken eller Rokkjen.
Bjerget er lettest at bestige fra Sæterdalen i Hornindal kommune eller Kjellstaddalen i Stranda kommune.
Fra Hornindalsrokken kan man se både Sunnmørsalperne og Jostedalsbræen.
Enkelte kilder opgiver højden til 1.526 moh.
Et kendt udsigtspunkt mod Hornindalsrokken er ved Horndøla bro (bygget 1810) som ligger ved riksvei 60 i indre Hornindal. På nordsiden ligger bjerget ved Tyssevatnet inderst i Hjørundfjorden.